# Джабуа, Саверьян Уджуевич
Саверьян Уджуевич Джабуа (1895 год, село Ахалсопели, Зугдидский уезд, Кутаисская губерния, Российская империя — неизвестно, село Ахалсопели, Зугдидский район, Грузинская ССР) — звеньевой колхоза имени Берия Ахалсопельского сельсовета Зугдидского района, Грузинская ССР. Герой Социалистического Труда (1948).

## Биография
Родился в 1895 году в крестьянской семье в селе Ахалсопели Зугдидского уезда. Окончил местную начальную школу, после которой трудился в сельском хозяйстве. Во время коллективизации вступил в товарищество по обработке земли, которое в 1931 году было преобразовано в колхоз имени Берия Зугдидского района (с 1953 года — колхоз имени Ленина). Трудился рядовым колхозником. В послевоенные годы — звеньевой полеводческого звена в этом же колхозе.
В 1947 году звено под его руководством собрало в среднем с каждого гектара по 78,63 центнера кукурузы на площади 3 гектара. Указом Президиума Верховного Совета СССР от 21 февраля 1948 года удостоен звания Героя Социалистического Труда за «получение высоких урожаев кукурузы и пшеницы в 1947 году» с вручением ордена Ленина и золотой медали «Серп и Молот» (№ 794).
Этим же указом званием Героя Социалистического Труда были награждены председатель колхоза Антимоз Михайлович Рогава, бригадир Макрина Бахвовна Губеладзе, звеньевые Силован Читиевич Губеладзе, Порфирий Михайлович Кукава, Платон Дзадзуевич Купуния и Давид Андреевич Шерозия.
После выхода на пенсию проживал в родном селе Ахалсопели Зугдидского района. С 1968 года — персональный пенсионер союзного значения. Дата смерти не известна.